# Felik's Hakobyan
Felik’s Valerii Hakobyan (in armeno Ֆելիքս Վալերիի Հակոբյան?, in russo Феликс Валерьевич Акопян?, Feliks Valer'evič Akopjan; 11 marzo 1981) è un ex calciatore armeno, portiere.

## Statistiche

### Cronologia presenze e reti in Nazionale
| Cronologia completa delle presenze e delle reti in nazionale ― Armenia | Cronologia completa delle presenze e delle reti in nazionale ― Armenia | Cronologia completa delle presenze e delle reti in nazionale ― Armenia | Cronologia completa delle presenze e delle reti in nazionale ― Armenia | Cronologia completa delle presenze e delle reti in nazionale ― Armenia | Cronologia completa delle presenze e delle reti in nazionale ― Armenia | Cronologia completa delle presenze e delle reti in nazionale ― Armenia | Cronologia completa delle presenze e delle reti in nazionale ― Armenia |
| Data                                                                   | Città                                                                  | In casa                                                                | Risultato                                                              | Ospiti                                                                 | Competizione                                                           | Reti                                                                   | Note                                                                   |
| ---------------------------------------------------------------------- | ---------------------------------------------------------------------- | ---------------------------------------------------------------------- | ---------------------------------------------------------------------- | ---------------------------------------------------------------------- | ---------------------------------------------------------------------- | ---------------------------------------------------------------------- | ---------------------------------------------------------------------- |
| 12-09-2007                                                             | Ta' Qali                                                               | Malta                                                                  | 0 – 1                                                                  | Armenia                                                                | Amichevole                                                             | -                                                                      |                                                                        |
| Totale                                                                 |                                                                        | Presenze                                                               | 1                                                                      |                                                                        | Reti                                                                   | 0                                                                      |                                                                        |

## Palmarès

### Club

#### Competizioni nazionali
- Coppa d'Armenia: 4

Mika Erevan: 2001, 2003, 2005, 2006
- Supercoppa d'Armenia: 1

Mika Erevan: 2006